# Джън Дзие
Това е китайско име. Фамилията на тенисистката е Джън.
Джън Дзие или Чжън Цзе (на китайски: 郑洁, на пинин: Zhèng Jié) е професионална тенисистка от Китай. Тя е първата китайска тенисистка, която достига класиране в Топ 20 на женския тенис. Заедно с друга талантлива китайска тенисистка Ли На оформят „лицето на модерния и успешен китайски тенис“.
Професионалната кариера на китайската тенисистка стартира през 2003 г. Във витрината си с шампионски титли, Джън Дзие притежава 7 титли на сингъл (3 от WTA-календара и 4 от ITF-състезанията) и 28 титли на двойки (12 от WTA-календара и 16 от ITF-състезанията).
Първата си титла на сингъл печели през 2005 г., по време на турнира „Мурила Интернешънъл“. Във финалната среща, тя надиграва италианската тенисистка Флавия Пенета с резултат 6:2, 6:0. На 01.05.2006 г., печели своята втора титла на сингъл. Това се случва във финала на „Ещорил Оупън“, където Джън се елиминира своята сънародничка Ли На. Третата ѝ самостоятелна титла датира отново от 2006 г., когато във финала на турнира в Стокхолм, китайката побеждава Анастасия Мискина с резултат 6:4, 6:1.
Китайската тенисистка печели 12 титли на двойки, от които два трофея са от турнири от Големия шлем. Първата ѝ титла от шлема датира от 16 януари 2006 г. от „Откритото първенство на Австралия“, когато заедно със своята сънародничка Ян Дзъ побеждава американката Лиза Реймънд и Саманта Стосър от Австралия с 2:6, 7:6, 6:3. На 26.06.2006 г. Джън Дзие печели и титлата на най-стария турнир от Големия шлем „Уимбълдън“. Отново партнирайки си с Ян Дзъ, тя сломява съпротивата на Вирхиния Руано Паскуал и Паола Суарес с резултат 6:3, 3:6, 6:2. През 2008 г., Джън Дзие участва успешно на Летните олимпийски игри в Пекин. В този олимпийския турнир по тенис тя взема бронзовите медали на двойки отново с партньорка в лицето на Ян Дзъ. Любопитна подробност е факта, че единадесет от дванадесетте си титли на двойки, Джън Дзие печели със сънародничката си Ян Дзъ.
Своето най-добро класиране в световната ранглиста на сингъл, Джън Дзие постига през 2009 г., когато заема престижната 15-а позиция. В класирането по двойки, тя постига още по-добро класиране през 2006 г., когато заема 3-та позиция.
На 08.08.2010 г. Джън Дзие печели шампионската титла на двойки от престижния турнир „Меркюри Иншурънс Къп“. Във финалната среща, заедно със своята руска партньорка Мария Кириленко тя побеждава Лиза Реймънд и Рене Стъбс с резултат 6:4, 6:4.
На 15.05.2011 г., Джън Дзие печели шампионската титла на двойки от турнира в италианската столица Рим. Във финалната среща, тя си партнира със своята сънародничка Пънг Шуай, заедно с която надделяват над състезаващата се Казахстан Ярослава Шведова и американката Ваня Кинг с резултат 6:4 и 6:2.